# ألكسندر ماركوف (لاعب كرة قدم)
ألكسندر ماركوف (18 أغسطس 1994 - ) هو لاعب كرة قدم روسي في مركز الهجوم. لعب مع سليوت بيلغورود ‏ وFC Energomash Belgorod ‏.

## وصلات خارجية
- ألكسندر ماركوف على موقع قاعدة بيانات كرة القدم.إي يو (الإنجليزية)